# Абрахамс, Гарольд
Гарольд Морис Абрахамс (англ. Harold Maurice Abrahams; 15 декабря 1899, Бедфорд — 14 января 1978, Энфилд, Большой Лондон) — британский легкоатлет, олимпийский чемпион в беге на 100 метров. По завершении спортивной карьеры — журналист и спортивный функционер. Президент британского легкоатлетического союза.

## Биография
Родился 15 декабря 1899 года в городе Бедфорд в семье еврейского эмигранта из Польши и валлийки.
Спортом начал заниматься в школьном возрасте. В 1918 году победил на чемпионате среди государственных школ в беге на 100 метров и в прыжках в длину. По окончании школы поступил в колледж Кейюс Кембриджского университета. Выступая за университетскую команду на ежегодных соревнованиях с Оксфордским университетом, 8 раз в течение четырёх лет поднимался на высшую ступень пьедестала почёта.
На международной арене дебютировал в 1920 году на трёхсторонних международных соревнованиях легкоатлетических сборных Ирландии, Шотландии, и Англии где победил на дистанции 220 ярдов (200 метров). В том же году принял участие в первых для себя Олимпийских играх в Антверпене (Бельгия), где принял участие сразу в нескольких легкоатлетических дисциплинах.
В забегах на 100 и 200 метров он выбыл на стадии 1/4 финала, в соревнованиях по прыжкам в длину занял 20-е место. Наиболее близким к завоеванию медали он был в эстафетном забеге 4 × 100 м, где в составе сборной Великобритании занял 4-е место.
В 1921 году в составе объединённой команды университетов Кембриджа и Оксфорда совершил турне по США. В последующие годы сосредоточился на внутренних соревнованиях, установив в 1923 году рекорд Англии в прыжках в длину (7,19 м), улучшил его на первом легкоатлетическом чемпионате Англии, прыгнув на 7,23 метра. В 1924 году снова улучшил свой же рекорд по прыжкам в длину до 7,38 м, а также победил в беге на 100 метров и в прыжках в длину на национальном легкоатлетическом чемпионате.
На летних Олимпийских играх 1924 в Париже Гарольд Абрахамс стал олимпийским чемпионом в беге на 100 метров, участвовал в финальном забеге на 200 метров, а также получил серебряную медаль в эстафете 4 × 100 метров.
Получив тяжёлую травму ноги в мае 1925 года, Абрахамс прекратил активные выступления, однако не оставил спорт. Он стал спортивным журналистом, администратором, историком и статистиком спорта: с 1925 по 1967 год был спортивным обозревателем газеты «Sunday Times», учредителем и членом Ассоциации легкоатлетической статистики, спортивным комментатором на радиостанции BBC.
В 1926 году избран членом Генерального комитета Британского легкоатлетического союза, в 1931 году избран его секретарём, а с 1976 года — президентом. Также входил в руководство ряда других спортивных организаций.
Скончался 14 января 1978 года в Лондоне.

## Олимпийские результаты
| Олимпиада      | дисциплина            | результат       | Место |
| -------------- | --------------------- | --------------- | ----- |
| Антверпен 1920 | бег на 100 метров     | четвертьфинал   | 4     |
| Антверпен 1920 | бег на 200 метров     | четвертьфинал   | 3     |
| Антверпен 1920 | эстафета 4×100 метров | 43.0 сек        | 4     |
| Антверпен 1920 | прыжки в длину        | 6.05 м          | 20    |
| Париж 1924     | бег на 100 метров     | 10.6 сек (= ОР) | 1     |
| Париж 1924     | бег на 200 метров     | 22.23 сек       | 6     |
| Париж 1924     | эстафета 4×100 метров | 21.8 сек        | 2     |

## Награды и почётные звания
В 1957 году Гарольду Абрахамсу было присвоено звание командора ордена Британской империи.